# مايك لندن
مايك لندن (بالإنجليزية: Mike London)‏ هو لاعب كرة قدم أمريكية أمريكي، ولد في 1944.